# Métro de Médine
Le métro de Médine est un projet de métro avec un réseau de trois lignes dont les études préliminaires ont été faites.

## Projet

### historique
Le 4 novembre 2013, le gouvernement saoudien a annoncé la construction d'un métro à Médine. Un comité pour le projet devait être présidé par le gouverneur de la ville, le prince Faisal bin Salman. 
En mars 2015, le Medina Development Authority (MMDA) a attribué aux sociétés françaises Systra (chef de file du consortium) et au Groupe Egis un contrat de 12 mois pour la réalisation d'études de faisabilité et la réalisation d'un avant-projet de métro. Le réseau devait être construit en deux phases. Ce serait un métro sans conducteur qui serait construit en huit ans. 
En août 2016, les études du projet ont été approuvées par les autorités du  transport public de Médine. Le projet serait mis en œuvre en mode partenariat public-privé. Le montage final d'un tel projet n'a pas encore été annoncé fin 2019. 

### Réseau
Le réseau devrait comporter trois lignes, ligne 1 verte, ligne 2 bleue et ligne 3 rouge, d'une longueur totale de 95 km, dont 25 km en souterrain et 48 km en aérien.